# Brujas Fútbol Club
El Brujas Fútbol Club fou un club costa-riqueny de futbol de la ciutat de Desamparados.
El club va ser fundat el 2004 com a Brujas de Escazú quan comprà la franquícia de A.D. Guanacasteca. L'estiu de 2007 es mogué a Desamparados i adoptà el nom Brujas FC.
L'abril de 2011 la franquícia fou transferida a Orión, provocant la desaparició del club.

## Palmarès
- Lliga costa-riquenya de futbol:[7]
  - Invierno 2009